# Castlewood (Virginia)
Castlewood es un lugar designado por el censo situado en el condado de Russell, Virginia  (Estados Unidos). Según el censo de 2010 tenía una población de 2.045 habitantes.

## Demografía
Según el censo del 2000, Castlewood tenía 2.036 habitantes, 872 viviendas, y 637 familias. La densidad de población era de 109,3 habitantes por km².
De las 872 viviendas en un 27,3% vivían niños de menos de 18 años, en un 59,3% vivían parejas casadas, en un 9,9% mujeres solteras, y en un 26,9% no eran unidades familiares. En el 25,3% de las viviendas vivían personas solas el 12,6% de las cuales correspondía a personas de 65 años o más que vivían solas. El número medio de personas viviendo en cada vivienda era de 2,32 y el número medio de personas que vivían en cada familia era de 2,76.
Por edades la población se repartía de la siguiente manera: un 20,4% tenía menos de 18 años, un 7,7% entre 18 y 24, un 26,3% entre 25 y 44, un 27,8% de 45 a 60 y un 17,9% 65 años o más.
La edad media era de 42 años. Por cada 100 mujeres de 18 o más años había 90,5 hombres.
La renta media por vivienda era de 27.232$ y la renta media por familia de 31.435$. Los hombres tenían una renta media de 30.795$ mientras que las mujeres 16.576$. La renta per cápita de la población era de 14.203$. En torno al 13,3% de las familias y el 16,3% de la población estaban por debajo del umbral de pobreza.

## Localidades adyacentes
El siguiente diagrama muestra a las localidades más próximas a Castlewood.